# Мануель Сандоваль Вальярта
Мануель Сандоваль Вальярта (ісп. Manuel Sandoval Vallarta ; 11 лютого 1898 , Мехіко  — 18 квітня 1976 , Мехіко ) — мексиканський фізик. Був професором фізики в Массачусетському технологічному інституті та в Інституті фізики Національного автономного університету Мексики (UNAM). Автор робіт з теорії космічного випромінювання.

## Життєпис
Народився 11 лютого 1898 року в Мехіко в сім'ї, що походить від Ігнасіо Валларти, відомого ліберального лідера під час Війни за реформи.
1921 року здобув ступінь бакалавра фізики в Массачусетському технологічному інституті (МТІ). 1923 року вступив на фізичний факультет МТІ і в результаті дослужився до професора. 1924 року МТІ надав йому докторський ступінь. 1927 року Вальярта отримав дворічну стипендію Ґуґґенгайма для вивчення фізики в Німеччині. Його приймали університети Берліна та Лейпцига, і він зміг навчатися в Альберта Ейнштейна, Макса Планка, Ервіна Шредінгера та Вернера Гейзенберга.
Під час навчання в МТІ Вальярта був наставником Річарда Фейнмана та Джуліуса Страттона. Фактично він був співавтором першої наукової публікації Фейнмана, листа у Physical Review про розсіювання космічних променів.
Разом із Жоржем Леметром, бельгійським фізиком та священнослужителем, Вальярта виявив, що інтенсивність космічних променів змінюється залежно від широти, бо ці заряджені частинки взаємодіють із магнітним полем Землі. Вони також працювали над теорією первинного космічного випромінювання та застосовували її у своїх дослідженнях магнітного поля Сонця та ефектів обертання галактики.
Від 1943 до 1946 року поділяв свій час між двома університетами, MIT та UNAM. 1946 рік він вирішив залишитися в UNAM на постійній основі.
В UNAM він працював з Луїсом Альваресом та Артуром Комптоном над експериментами, які доводять, що космічні промені складаються з протонів.
Пізніше Вальярту почали призначати на адміністративні посади. 1946 року він став членом правління UNAM, а від 1944 до 1947 року був директором Національного політехнічного інституту. Працював і очолював низку комісій при уряді Мексики, переважно пов'язаних з науковою політикою, і представляв свою країну на численних міжнародних конференціях.